# Bestrma
Bestrma is een plaats in de gemeente Sunja in de Kroatische provincie Sisak-Moslavina. De plaats telt 166 inwoners (2001).